# Kahlil Rhodes
Kahlil Rhodes (født 9. juli 1980 i Hillerød, Danmark) er en dansk/amerikansk sanger og sangskriver, der blev kendt som medlem af bandet KNA Connected. Kahlil Rhodes har fået tildelt 2 guld og 1 platin plader af IFPI.
I 2009 udgav Kahlil Rhodes sin 1. single "Vi Er Faerdige Os To" fra sit debutalbum, Kaerlighed & Kroner. Singlen blev godt modtaget af lokalradioer, kritikere og musikkøbere.
Kahlil Rhodes' 2. single "Droemmepige" blev udgivet august 2010 uden nærmere info om en forventet album udgivelsesdato.
Kahlil Rhodes har optrådt på flere tv-udsendelser, herunder bl.a. den danske MTV, The Voice Tv, Boogie, Danish Music Awards, Zulu Awards, Go' Morgen Danmark, Go' Aften Danmark m.v.
Kahlil Rhodes har givet som gruppe (KNA Connected) og som soloartist sammenlagt over 350 shows, bl.a. i Stockholm (2007) foran 40.000 mennesker. Det største antal han nogensinde har givet koncert for.

## Nomineringer
Danish Music Awards 2008
- Årets Danske Hit: "Fibs (Løgn Og Latin)" KNA Connected

Zulu Awards 2008
- Årets Danske Hit: "Fibs (Løgn Og Latin)" KNA Connected

Danish DeeJay Awards 2008
- Årets Danske Artist: KNA Connected
- TJECK-Prisen (DK-Prisen): "Fibs (Løgn Og Latin)" KNA Connected
- TJECK-Prisen (DK-Prisen): "Det Du Kan Trailblaza Remix" Thomas Helmig vs KNA Connected

## Diskografi

### Udgivelser i musikgruppe
Uno KNA Connected (2007):
- "Fibs (Løgn Og Latin)" (2006)
- "Det Du Kan Trailblaza Remix" Thomas Helmig vs KNA Connected (2007)
- "Jeg Er Din Radio" KNA Connected (2007)

### Sangskrivning
Ta' Det Tilbage Alex Ambrose:
- "Regnvejrsdag" (2006)

### Featurings
- "Flip It (Like A DJ)" Joey Moe (2006)
- "Spyt" THC (2006)

### Velgørenhed
Foreningen Børn og Unge i Voldsramte Familier
- "Break The Chain" Da-Jab feat. Kahlil Rhodes (2003)

Kræftens Bekæmpelse
- "Lad Det Stege" KNA Connected (2008)

United Hearts Fonden
- "Kom Nu" KNA Connected  feat. Laura (2008)

### Studiealbum
- Shoeshine (2002)
- Kaerlighed & Kroner (2010) (endnu ikke udgivet)

### Singler
Shoeshine:
- "Shoeshine" Kahlil Rhodes feat. Diamond Dogs (2002)

Kaerlighed & Kroner:
- "Vi Er Faerdige Os To" (2009)
- "Droemmepige" (2010)